# Acmaeodera comata
Acmaeodera comata är en skalbaggsart som beskrevs av Leconte 1858. Acmaeodera comata ingår i släktet Acmaeodera och familjen praktbaggar. Inga underarter finns listade i Catalogue of Life.